# Fontänpil
Fontänpil (Salix × pendulina) är vanlig i svenska parker. Den tros vara en hybrid mellan tårpil och knäckepil. Den har fått sitt svenska namn efter Molins fontän i Kungsträdgården i Stockholm, där några fontänpilar planterades 1873 samtidigt med att fontänen invigdes. Ett tidigare namn var kinesisk pil.
Latinska synonymer inkluderar S. babylonica × fragilis och S. elegantissima.

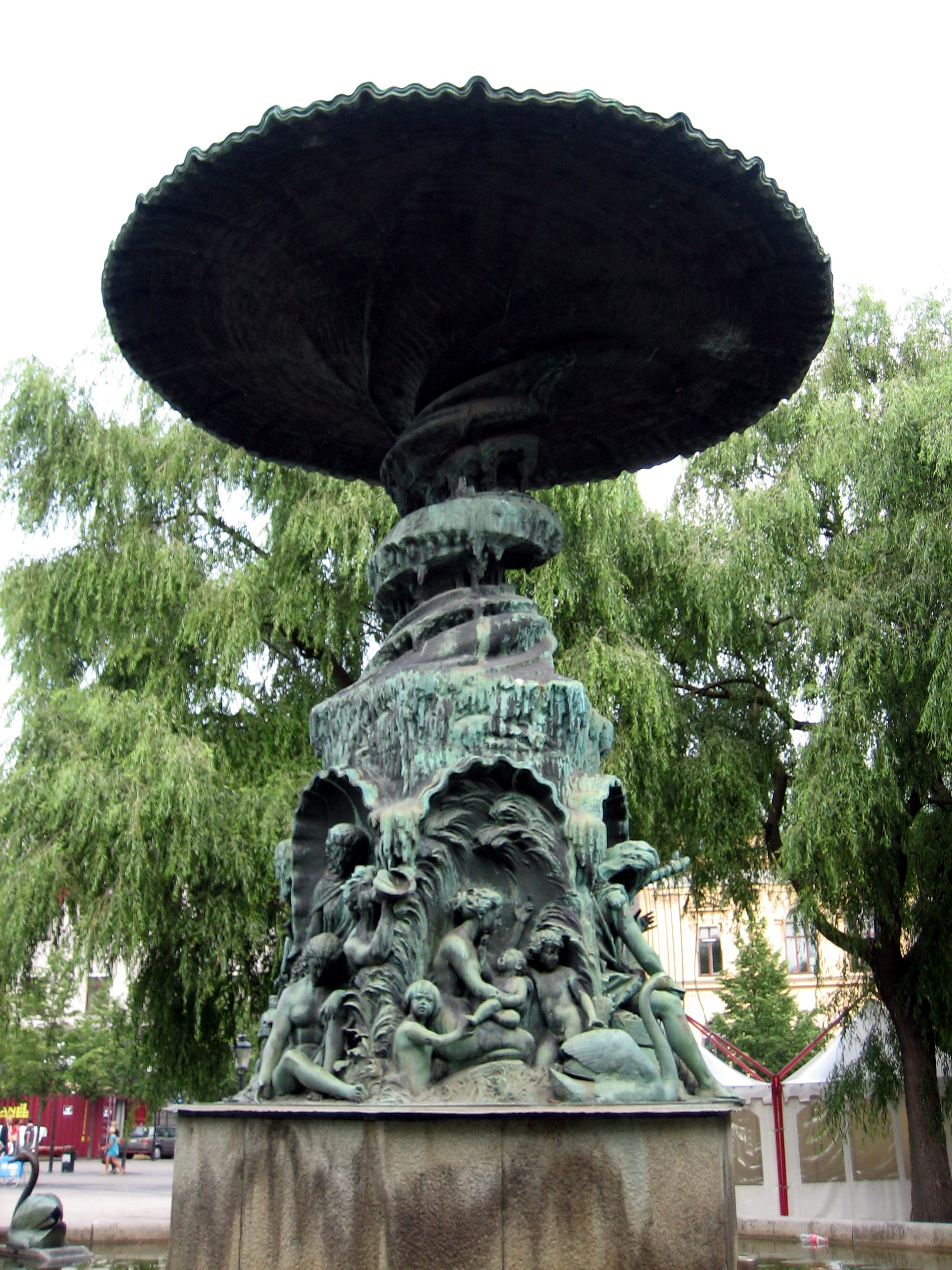
Fontänpilar bakom Molins fontän.

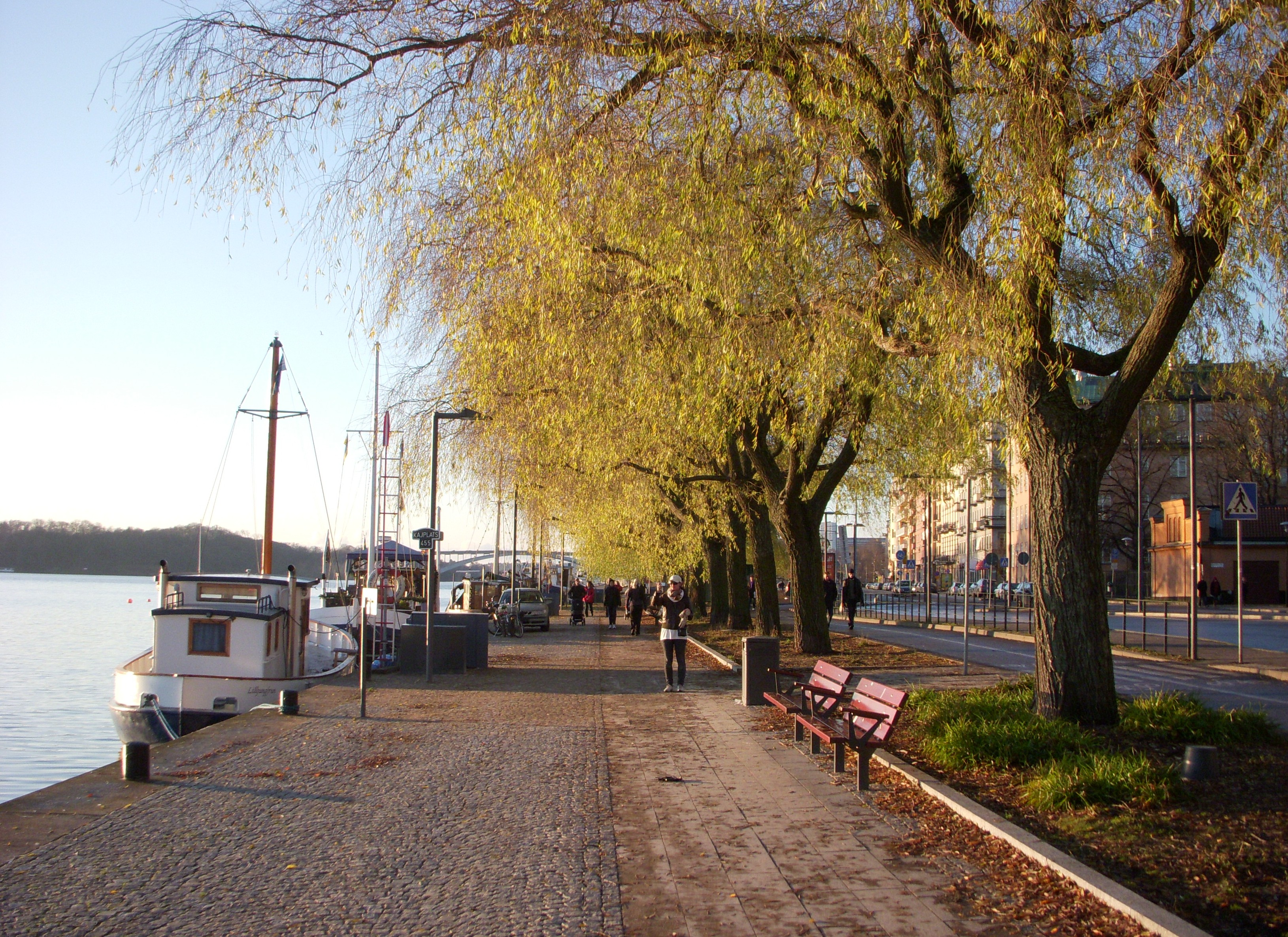
Fontänpilar längs Norr Mälarstrand i Stockholm.